# Елой Альфаро
Хосе́ Ело́й Альфа́ро Дельга́до (ісп. José Eloy Alfaro Delgado; 25 червня 1842 — 28 січня 1912) — еквадорський військовик і ліберальний політичний діяч, дивізійний генерал, президент країни у 1897–1901 та 1906–1911 роках.

## Кар'єра
Був керівником ліберальної революції, під час якої було проведено відокремлення церкви від держави, дозволено розлучення. За часів його президентства було створено велику кількість загальних шкіл, розширено мережу залізниці й модернізовано армію. Був убитий консерваторами в Кіто: його тіло протягнули вулицями міста і спалили.
На честь Елоя Альфаро була названа ліворадикальна організація «Альфаро живий, дідько забирай!», що боролась із неоконсервативним урядом у 1980-их роках.